# Ouindigui
Ouindigui är ett departement i Burkina Faso.   Det ligger i provinsen Loroum och regionen Nord, i den centrala delen av landet, 140 km norr om huvudstaden Ouagadougou.